# Severo Bonini
Pour les articles homonymes, voir Bonini.
Severo Bonini (né le 23 décembre 1582 à Florence - mort le 5 décembre 1663 dans la même ville) est un moine bénédictin et compositeur italien du XVIIe siècle, organiste et auteur sur la musique.

## Biographie
Severo Bonini est né à Florence et devient un moine bénédictin. Il étudie le chant avec Giulio Caccini. Il est organiste à Forlì à partir de 1613 et occupe un certain nombre d'autres postes avant de retourner à Florence en 1640 où il est maestro di cappella (maître de chapelle) et organiste à Santa Trinita jusqu'à sa mort. Il est mort à Florence.
Il écrit plusieurs livres de musique, notamment des motets et des madrigals. Il écrit sa musique dans un nouveau modèle monodique. Son traité Prima parte de' discorsi e regole sovra la musica (1649-1650) est une source importante d'informations sur les compositeurs contemporains et la montée du genre monodique et de l'opéra.